# David Schindelmeißer

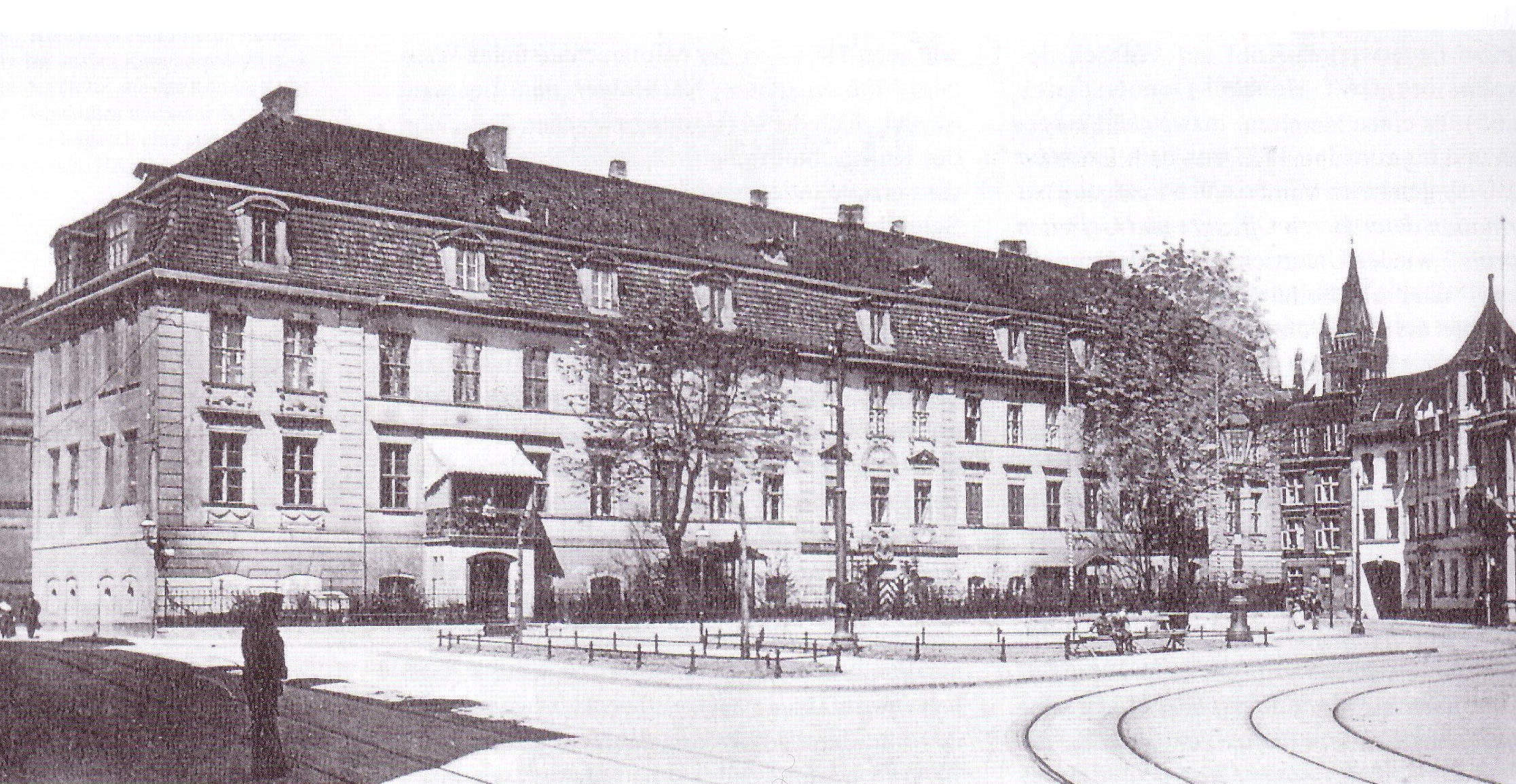
Reichsbank im ehemaligen Schindelmeißerschen Palais (1900)

David Schindelmeißer (* 1757 in Königsberg i. Pr.; † 1802 ebenda) war ein deutscher Weinhändler in Königsberg.

## Leben
Schindelmeißer war Sohn von Balthasar Schindelmeißer, der 1732 mit den Salzburger Exulanten nach Königsberg gekommen war und einen Weinhandel eröffnet hatte. Seine Weinstube in der Kneiphöfischen Langgasse warf so viel ab, dass er in Juditten das spätere Gut Louisenthal erwerben konnte. David Schindelmeißer baute am Domplatz das für Ludwig von Baczko „schönste Haus Königsbergs“ im Zopfstil. Im Keller lagerte er die Weine, die er 1799 zum Teil in die Keller des Berwartbaus im nördlichen Teil des Königsberger Schlosses verlagerte. Er starb mit 45 Jahren. 
Die Witwe Karoline heiratete 1806 Johann Christoph Richter (1768–1853), der die Weinhandlung 1827 in den Nordflügel des Schlosses verlegte. Daraus entstand das Blutgericht (Königsberg). Richter war einer der reichsten Männer der Stadt und wurde 1832 zum Geh. Kommerzienrat ernannt. Eine Krise veranlasste ihn, das Schindelmeißersche Haus am Domplatz 1843 an die Preußische Staatsbank (die spätere Reichsbank) zu verkaufen. Ab 1928 beherbergte das Haus das Landeskulturamt.